# エレン・ビアリストク
エレン・ビアリストク（Ellen Bialystok, 1948年 - ）は、カナダの心理学者および教授。彼女はトロントのヨーク大学で著名な研究教授のランクを持っており、ベイクレスト老人医療センターのロットマン研究所の準科学者でもある。
1976年にトロント大学で子供たちの認知と言語の発達を専門とし博士号を取得している。OC、FRSC。

## 最新の研究
ビアリストクの現在の研究の多くは、小児期から成人期および加齢までのバイリンガリズムと、生涯にわたる認知プロセスへの影響に焦点を当てている。彼女はまた、書き言葉・話し言葉の両方の形式で、子供たちの言語習得の側面と、バイリンガリズムがこれらのプロセスにどのように影響するかを研究した。

## 表彰
ビアリストクは、著書、科学研究論文、書籍の章などの幅広い出版物の中で、尊敬すべき研究者として名を馳せ、以下のような多くの評価を受けている。
- カナダ勲章役員（2016年）
- Tier 1 Walter Gordon York Research Chair in Lifespan Cognitive Development（2016）[2]
- カナダ脳行動認知科学学会HebbAward（2011）
- キラム社会科学賞（2010）
- ヨーク大学学長研究賞（2009年）
- ベイクレスト老人センターでの研究優秀賞に対するドナルド・T・スタス賞（2005）
- カナダ王立協会フェロー（2003）
- 優秀研究ディーン賞（2002）
- キラムリサーチフェローシップ（2001）
- Walter Gordon Research Fellowship（1999）[1]

2016年6月30日、ビアリストクは、「バイリンガリズムの認知的利点の理解への貢献と、彼女の分野における新しい研究の道を開くことに貢献した」ことから、総督デビッド・ジョンストンからカナダ勲章の役員に任命された。